# William Burgess Pryer

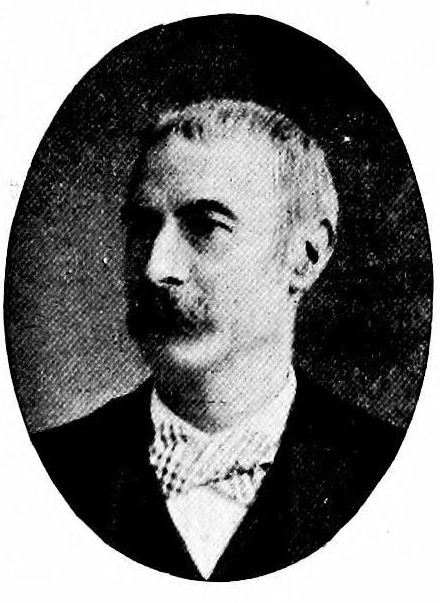
William B. Pryer

William Burgess Pryer (* 7. März 1843 in London, England; † 7. Januar 1899 in Suez, Ägypten) war der erste britische Resident in Nordborneo und Gründer der Stadt Sandakan.

## Leben
William B. Pryer wird als Sohn von Thomas und Isabel Pryer am 7. März 1843 in London geboren. Über seine Jugend und seine Berufsausbildung ist nichts bekannt. Pryers Charakter wird als abenteuerlustig, fleißig und zielorientiert beschrieben. So weiß man zum Beispiel, dass er vor seinem beruflichen Einstieg in Shanghai große Teile der Philippinen erkundet hatte und dass er ein ehemaliger Amateur-Boxchampion war.
Seine berufliche Karriere begann Pryer als Buchhalter bei Thorne & Company, einer britischen Firma in Shanghai. Hier wird der abenteuerlustige junge Mann offensichtlich von Baron von Overbeck angeworben. Pryer gehörte damit zur Entourage des österreichisch-ungarischen Konsuls und Alfred Dent, die mit den Herrschern der Gebiete von Nord-Borneo eine Konzession für ihre kolonialen Interessen verhandelten. Nachdem unter Mitwirkung von William Clarke Cowie, einem schottischen Abenteurer und Freund des Sultans von Sulu am 22. Januar 1878 der Vertrag paraffiert worden war, segelten von Overbeck und seine Geschäftspartner nach England, um Kapital für die geplante Gesellschaft einzuwerben. Dem 33-jährigen Pryer gaben sie den hochtrabenden Titel Resident of the East Coast und setzten ihn am 11. Februar 1878 als Zeichen ihres Anspruchs auf das neue Territoriums in Nordborneo an der alten Handelsstation von Cowie aus.
Diese Handelsstation auf Pulau Timbang, wegen seiner deutschen Siedler auch bekannt als kampung jerman, war der Vorläufer von Sandakan, lag aber weiter südwestlich von der heutigen Hafenstadt.
Von seiner provisorischen „Residentur“ aus begann Pryer mit der Erkundung der Umgebung und der Umsetzung der Anordnungen Overbecks, nämlich unter Achtung der lokalen Bräuche freundschaftliche Beziehungen zur indigenen Bevölkerung aufzubauen, deren Häuptlinge in die Rechtsprechung einzubeziehen und alle Angelegenheiten, die den Erwerb und Verkauf von Land betrafen zu überwachen.
Im September 1878 hatte Pryer seine bis dahin schwerste Bewährungsprobe zu absolvieren: Am 4. September lief die El Dorado, ein spanisches Kanonenboot, in den Hafen ein. Kapitän Lobe teilte Pryer mit, dass er auftragsgemäß die spanische Flagge hissen werde. Pryer kündigte Widerstand an und überzeugte den Suluk-Häuptling Nakoda Alee, seine Krieger in voller Kriegsmontur vor den Häusern zu positionieren. Angesichts der kriegerischen Präsenz verzichteten die Spanier auf weitere Feindseligkeiten und kündigten an, mit Verstärkung aus Manila zurückzukehren; eine Drohung, die allerdings nie wahrgemacht wurde.
Als am 15. Juni 1879 kampung jerman ein Opfer der Flammen wurde und vollständig niederbrannte, nahm Pryer dies zum Anlass, die Siedlung an den heutigen Platz in der Sandakan Bay zu verlegen. Die Wahl erwies sich bald als kluge Entscheidung, denn die am 21. Juli 1879 auf zuvor unbewohntem Dschungel und Mangrovenwäldern gegründete Siedlung wuchs schneller als jede andere in Nordborneo. William B. Pryer nannte sie Elopura und wurde so der Begründer von Sandakan.
Es war auch Pryer, der den Vorschlag machte, William L. Treacher zum Gouverneur über Nordborneo zu machen. Treacher war bereits bei den Verhandlungen mit dem Sultan von Sulu zugegen gewesen und hatte Pryer zum konsularischen Bevollmächtigten ernannt, bevor dieser von Baron Overbeck in kampung jerman zurückgelassen worden war. Während zwischen Treacher und Pryer, geeint durch den Enthusiasmus, mit dem sie ihre Pionieraufgabe angingen, vollendete Harmonie herrschte, führte die Ankunft weiterer „Offizieller“ und die damit einhergehende Beschneidung von Pryers Aufgabenbereich zunehmend zu Konflikten.
Am 10. Dezember 1883 heiratete der Vierzigjährige seine zwölf Jahre jüngere Liebe Ada Blanche Locke.
Pryer begann, sich in verschiedene landwirtschaftliche Projekte zurückzuziehen. Er erwarb Pulau Bai, die Insel in der Sandakan Bay, pflanzte dort Kokosnüsse, Kaffee und Betelnusspalmen an und betrieb Viehhaltung. Auf Beatrice Estate, einer weiteren Plantage in der Nähe von Elopura, experimentierte Pryer mit dem Anbau neuer Produkte. Dem ab 1892 einsetzenden Anbau von Tabak versagte er sich völlig, vielmehr prognostizierte er bereits ein Jahrzehnt vor dem Naturkautschuk-Boom, dass der Kautschukbaum die ideale Erwerbspflanze für die einheimischen Küstenbewohner sei.
1892 trat er im Einvernehmen mit der Aufsichtsrat der North Borneo Chartered Company in den Ruhestand, gründete eine eigene Gesellschaft und erwarb etwa 20 Kilometer nördlich von Sandakan ein Anwesen. Ein weiteres Anwesen am Kabeli, einem Zufluss der Sandakan Bay, nutzte er zum Anbau von Zuckerrohr, Muskatnuss, Kakao, Baumwolle, der Gambierpflanze und Kautschuk. Gleichzeitig verschlechterte sich sein Gesundheitszustand zusehends; er litt zunehmend unter schweren und unerklärlichen Schmerzzuständen. 1898 beschloss er, nach England zurückzukehren.
Pryer starb auf dem Weg nach England am 7. oder 8. Januar 1899 bei Suez und wurde dort am 11. Januar begraben. Er hinterließ seine Frau Ada, aber keine Kinder.

## William Pryer Denkmal

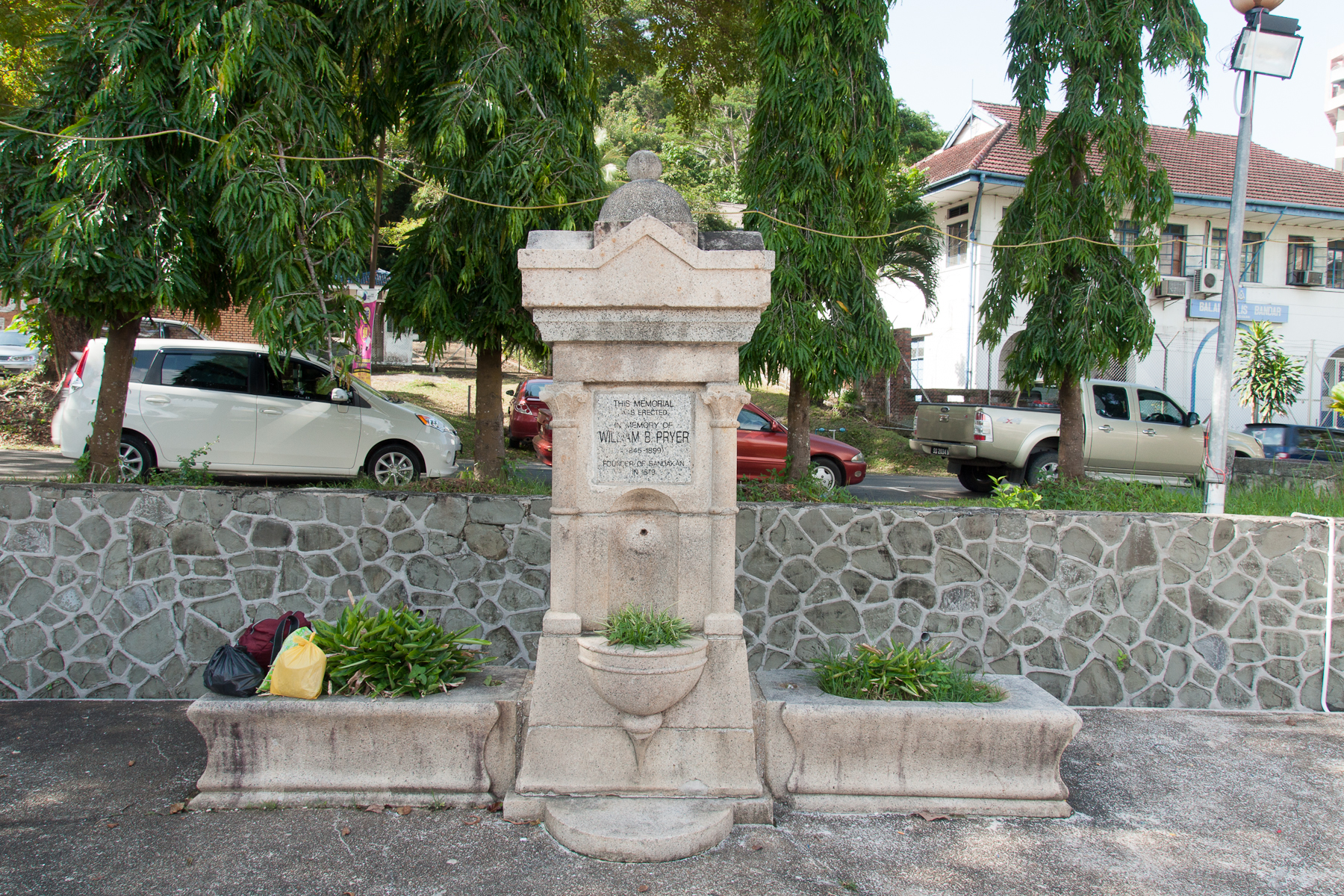
Das William Pryer Memorial

Zu Ehren Pryers errichtete die Stadt Sandakan ihrem Gründer ein Denkmal in Form eines Brunnens. Es trägt die Inschrift:
|  | This Memorial was erected in Memory of William B. Pryer 1845-1899 Founder of Sandakan in 1879 |